# 게슈탈트 요법
게슈탈트 요법(Gestalt Therapy)은 게슈탈트 심리학, 실존주의 사상 등을 기반으로 한 심리치료요법이다. 개인의 책임감을 강조하고 현재 순간의 경험(experience in the present moment), 치료자-내담자 관계(therapist–client relationship), 환자 개인의 환경적 사회적 배경, 모든 상황의 결과로서 만드는 자기규제 조절 능력에 중점을 둔다. 1940년대와 1950년대 프리츠 펄스(Fritz Perls)와 로라 펄스(Laura Perls) 및 폴 굿맨(Paul Goodman)이 고안하였으며, 1951년 『게슈탈트 치료(Gestalt Therapy)』라는 책을 통하여 처음 공포되었다.

## 개요
클리블랜드 게슈탈트연구소(the Gestalt Institute of Cleveland) 공동창립자, 게슈탈트국제연구센터(the Gestalt International Study Center) 창립자, MIT 슬론경영대학원(the MIT Sloan School of Management) 교원인 에드윈 네비스(Edwin Nevis)는 게슈탈트 치료에 대해서 "사회복지 관련 종사자들이 자신의 업무 기술을 연마하는데 필요한 개념적 방법론적 기반(a conceptual and methodological base from which helping professionals can craft their practice)"이라고 서술하였다. 같은 책에서 조엘 라트너(Joel Latner)는 게슈탈트 치료가 다음 두 중심 개념에 기반한다고 하였다. 심리치료에서 중점을 두는 가장 유용한 지점은 경험되는 현 순간(experimental present moment)이라는 것, 그리고 모든 사람들은 관계망에 잡혀 있다는 것이다. 그러므로 우리는 타인과의 관계라는 배경에 비춰서만이 우리 자신을 알 수 있다는 것이다. 게슈탈트 치료의 역사적 발전은 이 두 개념이 나오는데 있어 영향을 끼친 것들을 드러내 보이고 있다.(아래에 설명) 나아가, 이러한 것들은 게슈탈트 치료를 구성하며 게슈탈트 치료의 실천 및 적용을 유도하는 네 가지 이론적 구성요소들의 근거가 된다.(이론과 실천 부분에서 설명)
게슈탈트 치료는 창립자들의 생존 당시 이들의 삶에 영향을 끼친 여러 요소들로부터 다져졌다. 여기에는 신물리학(new physics), 동양 종교, 존재론적 현상학(existential phenomenology), 게슈탈트 심리학(Gestalt psychology), 아나키즘(anarchism), 정신분석학(psychoanalysis), 실험극장(experimental theatre), 체계이론(systems theory), 장 이론(field theory) 등이 포함된다. 게슈탈트 치료는 20세기 중반에 시작되어 6,70년대 급속도로 폭넓은 인기를 얻었다. 7,80년대에는 게슈탈트 치료 훈련 센터가 전지구적으로 확산되었다. 그러나 대부분 공식 학제 기관으로 이어지지는 못하였다. 인지 혁명(cognitive revolution, 1950년대 심리학에서 인지적 요인을 중시하게 된 현상)에 따라 게슈탈트는 시대착오적이라고 여겨졌다. 게슈탈트 치료사들이 연구의 중점이라고 생각한 것의 기저에 있던 실증주의(positivism)에 대하여 경시하면서, 이들은 게슈탈트 이론과 게슈탈트 치료 실천을 한층 더 발전시킬 연구를 진행할 필요를 느끼지 못하였다. 레스 그린버그(Les Greenberg)는 예외적인 인물이다.(인터뷰 "Validating Gestalt" 참조).
그러나 21세기에는 연구와 게슈탈트 훈련에 대한 태도에 있어서 큰 변화를 보였다. 2020년 3월, 비크람 콜만스코그(Vikram Kolmannskog) 박사는 2015년부터 강습과 연구를 진행해 온 노르웨이게슈탈트연구소(the Norwegian Gestalt Institute)에서 세계 최초 게슈탈트 치료 교수가 되었다.
게슈탈트 치료는 게슈탈트 심리학(Gestalt psychology)과는 다르지만 게슈탈트 심리학은 게슈탈트 치료의 발전에 큰 영향을 끼쳤다.
게슈탈트 치료는 (언급되고 있는) 내용(content)보다는 (실제로 발생하고 있는) 과정(process)에 초점을 맞춘다. 과거에 그러했던 것, 그랬을 것, 그러했을 수도 있었던 것, 그랬어야 했던 것이 아니라, 지금 현재 이 순간에 하고 있는 것, 생각하는 것, 느끼고 있는 것에 중점을 둔다.(치료사와 내담자의 현상성phenomenality) 게슈탈트 치료는 의식 훈련(awareness practice)으로 다른 분야에선 마음챙김(mindfulness)으로 부르는 것과 비슷하다. 그리고 이를 통해 인식하고 느끼고 행동하는 것이 시연(interpreting)하고 설명(explaining)하며 개념화(conceptualizing)하는 것에 좋다고 이해하게 된다.(경험의 해석학the hermeneutics of experience) 직접 경험과 간접 경험 혹은 2차 해석 간의 이러한 구분은 치료 과정에서 이뤄진다. 내담자는 자신이 지금 무엇을 하고 있는지를 알아차리고, 이것이 변화나 변동을 감행할 가능성을 촉발한다.
게슈탈트 치료의 대상은 내담자가 더 완벽하고 창조적으로 살아가게 하고, 만족이나 충족 혹은 성장을 저하할 장애물과 끝이 없는 일들로부터 벗어나서, 새로운 존재 방식을 경험하게 하는 것이다. 이러한 이유로 게슈탈트 치료는 인본주의 치료(humanistic psychotherapies) 범주에 들어가기도 한다. 게슈탈트 치료는 인지(peception)와 의미 형성 과정(meaning-making processes), 그리고 그를 통한 경험 형성을 동반한다는 점에서 인지적 접근(cognitive approach)으로도 분류된다. 또한 게슈탈트 치료는 치료사와 내담자 간의 접촉에 의존하며, 이들의 관계는 장시간 접촉이 될 것이기에 게슈탈트 치료는 관계적 접근(relational approach) 혹은 인제적 접근(interpersonal approach)으로도 여겨진다. 하나의 복합적 상황(complex situation)에서의 다양한 영향인자를 포함하는 복합적 상황이기도 한 더 큰 그림(the larger picture)에 중점을 두기에, 다체계적 접근(multi-systemic approach)으로도 분류된다. 게슈탈트 치료 과정은 행동을 수반하는 실험적인 것이기에, 또한 역설적 접근(paradoxical approach)이자 경험적/실험적 접근(experiential/experimental approach)이다.
게슈탈트 치료를 다른 임상 분야와 대조하면, 여러 공통점이나 유사지점을 발견할 수 있다. "학제간 융합(consilience)의 가장 명확한 사례를 꼽는다면 아마도 게슈탈트 치료의 장(field)에 대한 관점과 20세기 초중반 신경과학, 의학, 물리학 분야에서 확산된 유기 이론(organismic theory)과 장 이론 간의 융합일 것이다. 사회과학 분야에서는, 게슈탈트 장 이론과 체계 이론 혹은 생태심리학(ecological psychotherapy) 간의 융합, 대화적 관계(dialogical relationship)와 대상 관계(object relations) 개념, 애착 이론(attachment theory), 내담자중심치료(client-centered therapy), 전이중심적접근(transference-oriented approaches) 간의 융합, 게슈탈트 치료의 존재론적(existential) 현상학적(phenomenological)  해석학적(hermeneutical) 측면과 인지치료(cognitive therapy)의 구성주의적(constructivist) 측면 간의 융합, 게슈탈트 치료의 의식에 대한 전념(commitment to awareness)과 치유 및 마음챙김의 자연 과정(natural processes of healing and mindfulness), 인지행동치료(cognitive behavioral therapy)에서 도입한 수용(acceptance)과 불교적 기법(Buddhist techniques) 간의 융합이다."

## 전경과 배경
전경-배경 착시는 전경(foreground)과 배경(background)에서 '전체는 부분들의 합과 다르다'는 생리적 현상과 인간이 처한 인지적 상황에서 전경과 배경의 복잡한 전환처리 과정을 잘 보여준다.
|      |
| 예시 |

## 같이 보기
- 심리치료
- 프리츠 펄스